# Вкусовые добавки
Вкусовы́е доба́вки к пище, а также припра́вы, пря́ности, спе́ции, ранее Вкусовые вещества — химические вещества, отдельные части биологических продуктов растительного происхождения и их смеси, предназначенные для улучшения вкусовых и ароматических качеств приготавливаемых продуктов питания и готовых блюд.
Вкусовые добавки могут способствовать улучшению переваривания и усвоения пищи, а также возможности её длительного хранения. Ко вкусовым добавкам относятся пряности, соль, сахар, некоторые ароматизаторы, соусы, готовые к употреблению продукты (кетчуп, горчица, хрен), масляные смеси (масло с горчицей, зелёное, анчоусное, раковое и тому подобное) и другие вещества, влияющие на вкус или аромат (глутамат натрия, разбавленная водой уксусная эссенция, лимонная кислота и тому подобное).

## Общие сведения
Вкусовые добавки могут быть натуральными продуктами и синтетическими веществами. Натуральные продукты используют как в свежем (плоды, семена, стебли, корневища), так и засушенном, растёртом в порошок виде; используют и масляные смеси, которые не только улучшают вкус блюда, но и повышают его калорийность.
Некоторые вкусовые добавки стандартизованы, в этом случае они могут быть включены в специальную категорию — пищевые добавки.
Одними из самых популярных пищевых добавок являются пряности — свежие или высушенные части пряно-ароматических растений, содержащие жгучие (пряные) и различные летучие ароматные вещества, преимущественно тропического происхождения. В большинстве своём эти продукты не имеют питательной ценности, но при добавлении в пищу небольшого количества придают приготавливаемому блюду своеобразный вкус и аромат. В качестве пряностей употребляются различные части растений, например: плоды (чёрный перец), цветочные почки (гвоздика), листья (лавровый лист), корни (петрушка), корневища (имбирь), луковицы (лук, чеснок) и другие.
В Европу многие пряности попали ещё в древние времена с Востока (Индии и Китая); некоторые — из Африки и Южной Америки.

## Получение однокомпонентных приправ и изготовление смесей
- В качестве приправ употребляют свежие или высушенные измельчённые надземные части растений — укроп, кориандр; семена — анис, мак, горчица; плоды и семена — чёрный перец, ваниль, бадьян; цветки или их части — каперсы, гвоздика; листья — лавровый лист; кору — корица; корневища — имбирь; луковицы — лук, чеснок.

- К приправам относят также сложные многокомпонентные композиции, сухие, пастообразные или жидкие. У многих народов есть свои, традиционные приправы: столовая горчица, соевый соус, хмели-сунели, ткемали, майонез, аджика и другие продукты.

## Химический состав
В состав многих приправ и пряностей входят вкусовые и ароматические — эфирные масла, часто — гликозиды, сопутствующие им сахара, крахмал и дубильные вещества. К веществам, определяющим характерные свойства пряностей, следует отнести гликозиды, терпеноиды, простые и сложные эфиры, а также некоторые каротиноиды и органические сульфиды (например, диаллилдисульфид).

## Применение
Приправы применяют в кулинарии, пищевой промышленности (консервной, кондитерской, хлебобулочной, ликёро-водочной), а также в медицине и парфюмерии.
В настоящее время в промышленности вместо приправ в виде свежих и высушенных частей растений, часто используют подготовленные продукты — порошки, пасты, экстракты, эфирные масла, а также синтетические и полусинтетические ароматизаторы.

## Физиологическая роль
Основная роль приправ — повысить вкусовые качества пищи, улучшить её аромат, возбудить аппетит, и иногда — замаскировать нежелательные органолептические свойства продуктов.
Кроме придания пище новых вкусовых и ароматических качеств, некоторые приправы могут служить источником органических кислот (уксус), ферментов (соевый соус), и, в какой-то степени — микроэлементов — железо, кальций, йод и т. д.

## Распространённые пряности, специи, приправы

### Минеральные
- Соль (специя).

### Растительные
- Аир обыкновенный — В качестве пряности используются высушенные корневища;
- Айва — плоды;
- Ажгон (айован) — семена;
- Анис — семена (целиком или молотые);
- Апельсин — сок, цедра (цедра — наружный слой кожуры);
- Асафетида — млечный сок корней;
- Бадьян (анис звёздчатый) — сухие зрелые плоды (целиком или молотые);
- Базилик (райхон, рейхан)— зелёные части растения (свежие или сухие молотые);
- Барбарис — ягоды (свежие, маринованные или сушёные молотые);
- Валериана — свежие листья;
- Ваниль — натуральная в стручках;
- Галанга (калган) — корневище;
- Гвоздика — высушенные цветочные почки;
- Грибы — сушёные (целиком и молотые);
- Горчица — свежие листья, семена, порошок, паста;;
- Душица (орегано) — листья (свежие или сухие молотые)
- Донник — листья и стебли;
- Зира(Кумин) — семена (целиком или молотые);
- Имбирь — корневище (свежее, сухое, порошок);
- Иссоп — молодые листочки (свежие или сухие молотые);
- Калинджи или Чернушка посевная — используются семена;
- Коричник камфорный (Cinnamomum camphora) — Пищевую камфору получают перегонкой ароматических листьев и древесины дерева, представляет собой кристаллы, внешне похожие на крупные кристаллы соли;
- Кардамон — вылущенные семена (целые и молотые);
- Кервель (купырь) — молодые листочки;;
- Кмин — молодые побеги и листья
- Кориандр (зелень — кинза, кашниш) — зелень (свежая, свежемороженая или сухая), семена (сушёные);
- Корица — высушенная кора (целая или молотая);
- Красный перец — плоды (свежие или сухие молотые);
  - Перец чили — плоды (свежие или сухие молотые);
  - Ямайский перец — плоды (свежие или сухие молотые);
- Кресс-салат (котем) — зелень;
- Кунжут — семена;
- Куркума — коренья, порошок;
- Лавр — лавровый лист (сушёный), порошок;
- Лакрица (солодка) — корневище;
- Лимон — цедра и сок;
- Луковые:
  - Репчатый лук — всё растение;
  - Лук-порей — белый стебель, (молодые луковички лука-порея);
  - Лук-шалот — молодые листья и луковички;
  - Лук-батун (дудчатый лук, татарка) — всё растение или молодые листья;
  - Лук победный — молодые побеги и луковицы;
  - Лук скорода (шнитт-лук) — листья, луковицы и цветки;
  - Черемша (лук медвежий, калба) — стебель, листья и луковица;
- Любисток — всё растение (свежее или сухое);
- Майоран — листья;
- Мак — семена;
- Мелисса (мята лимонная) — листья (свежие или сухие молотые);
- Можжевельник — ягоды (свежие или сухие молотые);
- Мускатный орех — семя плодов;
- Мята — листья;
- Настурция — молодые листья, цветы;
- Огуречная трава (бурачник) — свежие молодые листики;
- Оливки(Маслины) — плоды (солёные или маринованные);
- Острица (асперуга) — молодые листья;
- Пажитник (шамбала) — семена, листья и нежные стебли;
- Пажитник голубой (Уцхо-сунели) — плоды и соцветия, сушёный порошок;
- Паприка — плоды;
- Пастернак (полевой борщ) — семена, побеги;
- Чёрный перец — горошком или молотый;
- Петрушечник — листья и плоды;
- Петрушка — листья и коренья;
- Полынь горькая — верхушечные молодые листья (сушёные);
- Портулак — молодые побеги и листья, собранные до цветения;
- Ревень — листья и черешки;
- Розмарин — молодые листочки;
- Руккола (гусеничник, эрука) — молодые побеги и листья;
- Сассапарель — молодые верхушечные побеги;
- Сельдерей — стебли(в свежем виде), листья (в свежем, замороженном и сухом виде), корень (в свежем, замороженном, и сухом виде)
- Суза или перилла. Масличное растение используемое как приправа в Корее;
- Сумах — плоды, кожура плодов;
- Тимьян (чабрец) — верхняя часть стебля с листьями;
- Тмин — семена;
- Томаты (помидоры) — паста из плодов;
- Тысячелистник — листья и соцветия, также в сухом измельчённом виде;
- Укроп — молотые побеги, цветы, семена;
- Фенхель (укроп аптечный) — молодые листочки, семена;
- Хрен — корень, листья;
  - Васаби — корневище;
- Цидония — плоды айвы;
- Чабер (джамбуль, цитрон) — листья;
- Чабрец (тимьян) — верхняя часть стебля;
- Чеснок — всё растение;
- Чистец — соцветия и листья;
- Шалфей — листья;
- Шафран — цветочные рыльца;
- Эстрагон (тархун) (полынь эстрагонная) — молодые растения или листья (свежие и сушёные) используются листья для приготовления вкусного отварного мяса и напитков.

### Полученные искусственным и синтетическим путём (специи)
- Ванилин и этилванилин — кристаллообразный порошок
- Глутамат натрия — кристаллообразный порошок
- Лимонная кислота — порошок и жидкость
- Сахар — кристаллообразный порошок или пудра
- Уксус — жидкость
- Фруктоза — пудра

### Смеси
- Аджика — перетёртая острая пастообразная смесь.
- Вегета — смесь сушёных овощей, пряностей, соли, сахара и усилителей вкуса (глютамата натрия).
- Карри — смесь сухих пряностей в виде порошка
- Масала
  - Гарам масала
- Сванская соль
- Хмели-сунели — перетёртая острая смесь пряностей и приправ зелёного или оливкового цвета

### Стандартизованные концентраты приправ и пряностей
В настоящее время широко распространены фирменные концентраты пряностей, полученные методом экстракции, в том числе сверхкритической с использованием в качестве экстрагентов спирта, фреона, углекислоты и других растворителей. Использование диоксида углерода в качестве растворителя (метод СО2-экстракции) является наиболее предпочтительным способом экстракции по причине сохранения им термолабильных соединений, таких, например, как витамины.
Стандартизированные концентраты приправ обычно имеют жидкую или маслянистую форму. Большая часть из них является липофильной (растворяется в масле и не растворяется в воде), но существуют также водорастворимые концентраты, созданные в виде эмульсий.
Преимущества использования концентрированных приправ в кулинарии:
- Улучшенная логистика: жидкие приправы — это однотипные жидкие ингредиенты с одинаковыми принципами применения, не нужно учитывать специфический для каждого из них режим использования.
- По сравнению с обычными приправами, вкус и запах жидких приправ в блюде раскрывается мгновенно, быстро и равномерно распространяется по всему объёму блюда.
- Возможность использования в холодных блюдах, в которых обычные специи не раскрываются.
- Улучшают органолептические характеристики блюда за счёт отсутствия балластных растительных примесей, отдавших свой вкус в готовый продукт и далее в нём не нужных.
- Удобнее хранить, чем обычные специи: не просыпается, не выдыхается, не плесневеет и не пересыхает. Весь срок хранения характеристики стабильны и одинаковы.
- Повышенные удобства использования и дозирования по сравнению с обычными специями: одни и те же по своим характеристикам ингредиенты в однотипной упаковке с однотипными условиями применения, которые можно просто взять с полки и внести в готовящееся блюдо[4].